# Mikołaj Sepieński
Mikołaj Sepieński (Sapieński) z Sepna herbu Nowina (? - zm. ok. 1432) – dziedzic Sokołowa, sekretarz wielkiego księcia Witolda (1413–1424), sędzia ziemski poznański (1426–1430). Był członkiem poselstwa w grudniu 1415 na sobór w Konstancji w imieniu nawróconych na chrześcijaństwo Żmudzinów ze skargą na doznane od Krzyżaków krzywdy.